# James McShane
Pour les articles homonymes, voir McShane.
James McShane (né le 7 novembre 1833 à Montréal (Québec) - mort le 4 décembre 1918 à Montréal à l'âge de 85 ans) est un politicien et homme d'affaires montréalais. Il a été maire de Montréal de 1891 à 1893.

## Biographie
James McShane se lance dans les affaires avec son père à l'âge de 18 ans. Il devient rapidement une figure marquante de la vie publique montréalaise. Dès 1863, grâce à l’influence de Thomas D'Arcy McGee, il est nommé juge de paix. Il sera conseiller du quartier Sainte-Anne de Montréal à partir de 1868 jusqu'en 1887. Il sera élu maire de Montréal en 1891 et réélu sans opposition en 1892.
Parallèlement à sa carrière municipale, James McShane est actif sur la scène provinciale. Il se fait élire député libéral, à l'élection générale de 1875, dans le district de Montréal-Ouest. Il sera réélu à l'élection de 1881. À l'élection de 1886, il se présentera, avec succès dans le district de Montréal-Centre. Lors de la formation du gouvernement Mercier en janvier 1887, il sera nommé au conseil exécutif comme commissaire de l'Agriculture et des Travaux publics. À l'élection de 1890, il est élu par acclamation dans le district de Montréal no 6. Il sera toutefois défait par le conservateur Patrick Kennedy à l'élection suivante.
Par la suite, James McShane poursuit sa carrière au Parlement fédéral, en étant élu député libéral de Montréal-Centre à l’élection partielle du 27 décembre 1895. Il défait alors William Hales Hingston. Après une courte carrière sur la scène fédérale, il poursuivra une brillante carrière d'homme d'affaires.
Après son décès en 1918, il est enterré au Cimetière Notre-Dame-des-Neiges, à Montréal.